# Don't Turn Out the Lights
Don't Turn Out the Lights è un singolo collaborativo dei gruppi musicali statunitense New Kids on the Block e Backstreet Boys, pubblicato a nome NKOTBSB nel 2011 ed estratto dalla compilation NKOTBSB. 

## Il brano
Il brano è stato scritto da Jess Cates, Claude Kelly e Emanuel Kiriakou.

## Tracce
- Download digitale

1. Don't Turn Out the Lights – 3:31